# De Meer Stadion
Das De Meer Stadion war das frühere, vereinseigene Fußballstadion und Heimstätte des niederländischen Fußballvereins Ajax Amsterdam im Amsterdamer Stadtteil Watergraafsmeer.

## Geschichte
Erbaut 1934 ersetzte es das „Het Houten Stadion“ (deutsch Das hölzerne Stadion), das den steigenden Zuschauerzahlen nicht mehr gewachsen war. Am 9. Dezember 1934 feierte man die Eröffnung der rund 300.000 Gulden teuren Spielstätte mit dem Spiel Ajax Amsterdam gegen Stade Français, welches Ajax klar mit 5:1 gewann. Damals hatte das Stadion eine Kapazität von 22.000 Zuschauern, die sich auf die Sitztribünen der Längs- (je 4.500) und die Stehtribünen der Hintertorseiten (je 6.500) verteilten. Bis auf 29.500 Plätze stieg das Fassungsvermögen mit der Zeit, wurde später aber aus Sicherheitsgründen auf 19.000 Plätze begrenzt. Zu großen Europapokal- oder Ligaspielen wich der Verein in das Olympiastadion Amsterdam aus. Im Laufe der Zeit reichte die Spielstätte den Anforderungen von Ajax nicht mehr aus. Sicherheitsmängel führten u. a. das für Ajax teure Staafincident vor Augen. Schon in den 1980er Jahren plante man in Amsterdam den Bau eines großen Stadions, das auch Teil für die Bewerbung um die Olympischen Sommerspiele 1992 gewesen war. Nach der gescheiterten Bewerbung baute man von 1993 bis 1996 die Amsterdam Arena mit über 50.000 Sitzplätzen und einem schließbaren Dach.
Das letzte Spiel von Ajax im De Meer fand am 28. April 1996 gegen Willem II Tilburg statt. Ajax Amsterdam siegte im letzten Eredivisie-Heimspiel der Saison 1995/96 mit 5:1 Toren. Das letzte Tor erzielte Jack de Gier (Willem II). Danach wurde das Stadion abgerissen, das Grundstück an die Stadt verkauft und anstelle dessen das Wohngebiet Park de Meer gebaut. Als Erinnerung an die alte Spielstätte gab man den Straßen in dem Gebiet Namen von Stadien, Esplanade de Meer, Wembleylaan, Praterlaan, Delle Alpihof, Bernabeuhof, Anfield und Stade de Colombes, in denen Ajax große Erfolge feierte. In dem Bereich wurden auch zwölf Brücken nach bekannten Ajax-Spielern der frühen 1970er Jahre, Johan Cruyff, Sjaak Swart, Gerrie Mühren, Ruud Krol, Johan Neeskens, Barry Hulshoff, Arie Haan, Wim Suurbier, Piet Keizer, Horst Blankenburg, Velibor Vasović und Heinz Stuy, benannt.

## Länderspiele im De Meer Stadion
Die niederländische Fußballnationalmannschaft war zu fünf Spielen zu Gast im De Meer Stadion, die sie alle gewann. Die erste Begegnung, ein Qualifikationsspiel für die Fußball-Weltmeisterschaft 1974, bestritten die Niederlande gegen Island (5:0) am 22. August 1973. Das letzte Aufeinandertreffen gab es am 25. März 1992 in einem Freundschaftsspiel gegen die Mannschaft von Jugoslawien, das mit einem 2:0 endete.
| Datum            | Gegner      | Ergebnis | Spielart                      |
| ---------------- | ----------- | -------- | ----------------------------- |
| 22. August 1973  | Island      | 5:0      | Qualifikation für die WM 1974 |
| 14. März 1984    | Dänemark    | 6:0      | Freundschaftsspiel            |
| 27. Februar 1985 | Zypern      | 7:1      | Qualifikation für die WM 1986 |
| 9. Dezember 1987 | Zypern      | 4:0      | Qualifikation für die EM 1988 |
| 25. März 1992    | Jugoslawien | 2:0      | Freundschaftsspiel            |